# Knaus Tabbert

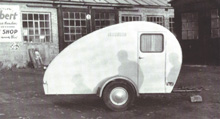
Tabbert Ideal, de eerste in serie gebouwde caravan van het merk Tabbert.

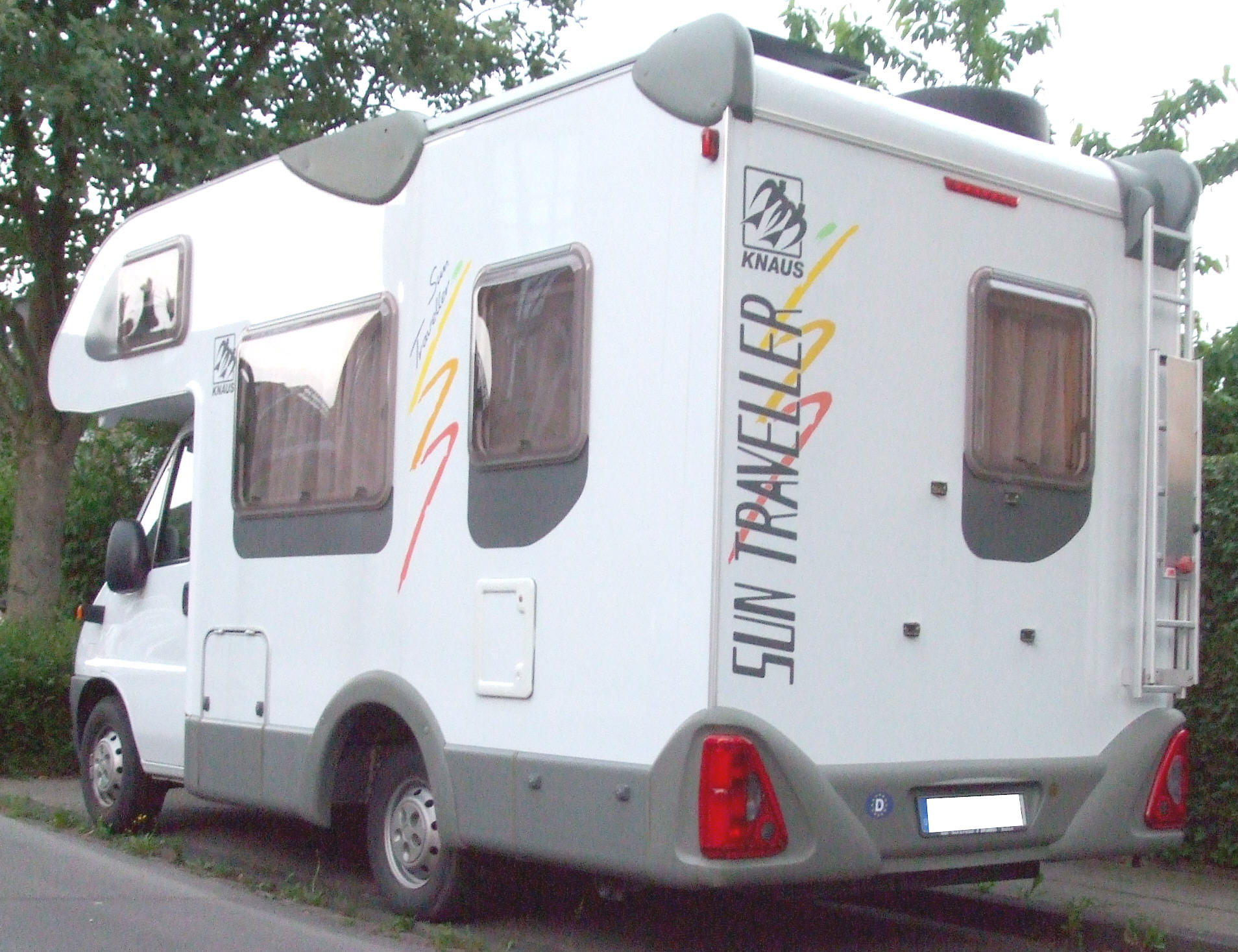
Knaus Sun Traveller op basis van de Fiat Ducato.

Knaus Tabbert GmbH is een belangrijke Europese fabrikant van caravans en mobilhomes. De hoofdzetel van de onderneming ligt in Jandelsbrunn  (Duitsland). Er zijn verder vestigingen in Mottgers/Sinntal en in Nagyoroszi (Hongarije). De groep verkoopt de merken Knaus, Tabbert, Wilk, T@B, Bavaria Camp en Weinsberg.

## Geschiedenis
Knaus Tabbert ontstond in 2001 door het samengaan van Knaus GmbH Jandelsbrunn met een groot deel van de Tiag Tabbert-Industrie AG, wat het volgende jaar resulteerde in de Knaus Tabbert Group GmbH.
Carrosseriebouwer Alfred Tabbert (1908-1973) stichtte in 1934 in Schweinfurt een eigen bedrijf. De architect-ingenieur Helmut Knaus begon in 1960 met een caravanbedrijf in Marktbreit; in 1970 ontstond de huidige Knausfabriek in Jandelsbrunn. Helmut Wilk van zijn kant stichtte in 1952 een eigen bedrijf in Bad Kreuznach, dat in 1959 zijn eerste caravan bouwde. Na zijn dood in 1979 raakte het bedrijf in de moeilijkheden. Het werd in 1986 overgenomen door Tabbert en in 1987 werd de holdingmaatschappij Tiag Tabbert-Industrie AG gevormd. Deze ging in 1990 naar de beurs. In 1992 nam ze de afdeling voertuigenbouw van Karrosseriewerke Weinsberg GmbH over. Tiag verplaatste de productie naar Mottgers/Sinntal en bouwde ook een fabriek in Hongarije, in eerste instantie om Eifelland-caravans voor de Nederlandse markt te maken.
Sedert 1996 ontstond een nauwe samenwerking tussen de Tiag en Knaus, wat resulteerde in de versmelting in 2001.
In 2008 ging het bedrijf echter failliet. Er werd een overnemer gevonden in de Nederlandse investeringsgroep HTP Investments. Enkel de rechten op het merk Eifelland werden niet overgenomen. Op 2 maart 2009 werd de productie in Jandelsbrunn opnieuw opgestart. De onderneming bereikte opnieuw de Europese top en behaalde in 2010 een omzet van ongeveer 181 miljoen euro met circa 1.000 medewerkers en een productie van ongeveer 10.400 caravans en campers. Knaus Tabbert kreeg daarvoor de Nederlands-Duitse Prijs voor de Economie 2011, een jaarlijkse onderscheiding toegekend door de Nederlands-Duitse Handelskamer.
In juli 2011 nam Knaus Tabbert de Beierse camperproducent Bavaria Camp uit Obermeitingen over. Knaus Tabbert ging toen ook een strategische alliantie aan met de producent van luxecampers Morelo Reisemobile GmbH in Schlüsselfeld, maar beide bedrijven bleven zelfstandig opereren.